# Marcella Albani
Pour les articles homonymes, voir Albani.
Marcella Albani (née Aida Maranca le 7 décembre 1899 à Rome et morte le 11 mai 1959 à Wiesbaden) fut une auteure et une actrice italienne du cinéma muet qui tourna principalement dans des films allemands.

## Biographie
Son père, Oreste Maranca, tenait un café réputé dans le Trastevere. Marcella fit sa scolarité chez les sœurs puis apprit la sténo à l'institut Gabelsberger-Noë de Rome. Elle apprit l'expression dramatique à l'Accademia di Santa Cecilia.
Découverte par le réalisateur Guido Parisch qui lui donna son nom de scène Marcella Albani, elle fit ses débuts à l'écran en 1919 avec le premier rôle dans L'amplesso della morte (Myriam-Film). De 1920 à 1922, elle tourna quelques autres films pour la société de production Amrosio-Film de Turin, toujours sous la direction de Parisch, qui l'emmena finalement en 1923 à Berlin .
Là, Albani connut un succès immédiat, d'abord chez Nivo-Film, puis avec sa propre société de production Albani-Film GmbH. Tout au long des années 1920, elle incarna pour le cinéma muet allemand les beautés méditerranéennes. Elle tourna également en France (L'évadée d'Henri Ménessier d'après l'œuvre de Victorien Sardou, en 1928), en Autriche (Das Weib am Kreuze, 1929) et en Tchécoslovaquie (Hricy Lasky, 1929).
Avec l'avènement du cinéma parlant,  elle écrivit dans les années 1930, pour certains journaux (La Cirenaica, La Stampa, Il Corriere Emiliano, Il Corriere del Salento) et, faisant fond sur sa célébrité à l'écran, se mit à la littérature : elle publia quelques romances comme Glauca, l’amata, l’innamorata (Triumph der Liebe), Ritorno alla terra (1934) et La città dell'amore (1934).
Après la capitulation de 1945, elle assista Mario Franchini, correspondant de presse italien en République Fédérale qu'elle avait épousé en 1931. Elle se retira dans une banlieue résidentielle de Bonn, Bad Godesberg et mourut d'une tumeur au cerveau à Wiesbaden.

## Filmographie partielle
- 1923 : Destin de femme de Guido Parisch
- 1926 : Sibérie, terre de douleur de Mario Bonnard et Guido Parisch
- 1927 : Maquillage (Da hält die Welt den Atem an) de Felix Basch
- 1928 : Shéhérazade d'Alexandre Volkoff
- 1931 : Corte d'Assise de Guido Brignone
- 1936 : L'Empereur de Californie de Luis Trenker